# Xerophyta seinei
Xerophyta seinei là một loài thực vật có hoa trong họ Velloziaceae. Loài này được Behnke, K.Kramer & E.Hummel mô tả khoa học đầu tiên năm 2002.